# موشه شوایتسر
موشه شوایتسر (به انگلیسی: Moshe Schweitzer) هافبک اهل اسرائیل است که از سال ۱۹۷۴ تا ۱۹۷۷ میلادی عضو تیم ملی فوتبال اسرائیل بوده و در ۲۳ بازی ملی حضور داشته‌است. موشه شوایتسر توانسته در بازی‌های ملی، ۸ گل به ثمر برساند.